# 赵瑞之
赵瑞之（1918年—？），男，四川德阳人，中国兵工专家，曾任建昌5506厂总工程师、第一副厂长，兵器工业部第55研究所科技委主任。